# Klebrige Phazelie
Die Klebrige Phazelie (Phacelia viscida) ist eine Pflanzenart aus der Gattung Phacelia in der Familie der Raublattgewächse (Boraginaceae).

## Merkmale
Die Klebrige Phazelie ist eine einjährige Pflanze, die Wuchshöhen von 10 bis 80 Zentimeter erreicht. Die Kelchzipfel sind 3 bis 4 Millimeter lang, zur Fruchtzeit erreichen sie 5 bis 10 Millimeter. Die Krone ist schüsselförmig oder fast radförmig, weiß, blau oder purpurn gefärbt, 8 bis 18 Millimeter lang und hat einen Durchmesser von 15 bis 25 Millimeter. Die Staubfäden sind spärlich behaart. Die Griffel sind 5 bis 15 Millimeter lang.
Die Blütezeit reicht von Juni bis August.

## Vorkommen
Die Klebrige Phazelie kommt in Kalifornien an offenen, trockenen Standorten in Höhenlagen bis 700 Meter vor.

## Nutzung
Die Klebrige Phazelie wird selten als Zierpflanze für Sommerblumenbeete genutzt.

## Belege
- Eckehart J. Jäger, Friedrich Ebel, Peter Hanelt, Gerd K. Müller (Hrsg.): Rothmaler Exkursionsflora von Deutschland. Band 5: Krautige Zier- und Nutzpflanzen. Spektrum Akademischer Verlag, Berlin/Heidelberg 2008, ISBN 978-3-8274-0918-8.